# Erylus nummulifer
Erylus nummulifer is een sponzensoort uit de familie Geodiidae in de klasse gewone sponzen (Demospongiae).
De wetenschappelijke naam van de soort werd in 1890 gepubliceerd door Topsent.